# جون كين كارتر
جون كين كارتر (بالإنجليزية: John Cain Carter)‏ هو عالم بيئة أمريكي وبرازيلي، ولد في 1966.